# Lucky Me
Lucky Me (bra: Com o Céu no Coração) é um filme de comédia musical estadunidense de 1954 dirigido por Jack Donohue e estrelado por Doris Day, Robert Cummings e Phil Silvers. Foi o primeiro filme musical produzido no processo CinemaScope e filmado em Warnercolor.

## Elenco
- Doris Day como Candy Williams
- Robert Cummings como Dick Carson
- Phil Silvers como Hap Schneider
- Eddie Foy, Jr. como Duke McGee
- Nancy Walker como Flo Neely
- Martha Hyer como Lorraine Thayer
- Bill Goodwin como Otis Thayer
- Marcel Dalio como Anton
- Hayden Rorke como Tommy Arthur
- James Burke como Mahoney